# Зоряні війни: Учень джедая. Планета воєн
Зоряні війни: Учень джедая. Планета воєн (англ. The Defenders of the Dead) — науково-фантастичний роман американської письменниці Джуд Вотсон, п'ята книга в серії романів «Учень джедая».

## Сюжет
На планеті Мелід-Даан в самому розпалі громадянська війна між мелідійцями і даанами. Джедая Талу послали на планету, щоб вирішити конфлікт, але її захопили в полон. Джедаї Обі-Ван Кенобі і Квай-Гон Джинн вирушили, щоб врятувати її. На жаль, вони виявилися втягнутими в локальну війну і повинні знайти сховок «Молодих» — групи осиротілих мелідійських і даанських дітей, які вирішили покласти край війні між їх старшими. Обі-Ван захопився їх ентузіазмом і почав допомагати їхнім діям. Квай-Гон був цим дуже незадоволений, адже джедай повинен займати нейтральну позицію і не вставати ні на чию сторону. Зрештою, Обі-Ван повинен зробити вибір між Квай-Гоном і Молодими.

## Персонажі

### Діючі персонажі
| Персонаж       | Стать   | Раса      | Рідна планета |
| Квай-Гон Джинн | чоловік | людина    | не відомо     |
| Обі-Ван Кенобі | чоловік | людина    | Ст'юджон      |
| Тала           | жінка   | нуріанка  | Нурі          |
| Йода           | чоловік | не відома | не відома     |
| Вехутті        | чоловік | людина    | Мелід-Даан    |
| Гуені          | чоловік | людина    | Мелід-Даан    |
| Дейла          | жінка   | людина    | Мелід-Даан    |
| Нільд          | чоловік | людина    | Мелід-Даан    |
| Серіза         | жінка   | людина    | Мелід-Даан    |
| Тован          | чоловік | людина    | Мелід-Даан    |

## Планети і локації
- Меліда-Даан - планета
- Гала - планета (згадування)
- Корусант - планета (згадування)
- Нурі - планета (згадування)
- Зеава - столиця Меліди-Даан
- Вейр - озеро на Меліді-Даан
- Зала Пам'яті - місце поховання мелідійців і даанів
- Бін - місто на Меліді-Даан (згадування)
- Гарт - Північний регіон на Меліді-Даан (згадування)

## Раси
- Люди
- Мелідійці
- Даани
- Нурійці